# Portraits (album de Bury Tomorrow)
Pour les articles homonymes, voir Portrait (homonymie).
Albums de Bury Tomorrow
The Sleep of the Innocents
(2007) The Union of Crowns
(2012)
Singles
1. Her Bones in the Sand
Sortie : 9 septembre 2008
2. Casting Shapes
Sortie : 16 septembre 2008
3. You & I
Sortie : 3 novembre 2009

Portraits est le premier album studio du groupe britannique de metalcore Bury Tomorrow sorti le 12 octobre 2009 au Royaume-Uni sur le label Basick Records. Il sort en mars 2010 aux États-Unis et au Japon sur Artery Recordings avec trois chansons supplémentaires, que les Britanniques peuvent avoir sur l'EP On Waxed Wings, paru simultanément. Globalement apprécié par les quelques critiques qui l'ont écouté, ce disque permet de faire connaître le groupe dans le monde. Il laisse toutefois un goût d'inachevé et peut présager qu'avec plus de maturité, le prochain opus révélera plus de leur potentiel considéré comme supérieur à la moyenne du genre.

## Contexte
Bury Tomorrow se forme en 2006 dans le Hampshire autour des frères Daniel et Davyd Winter-Bates, respectivement chanteur et bassiste du groupe. Jason Cameron (guitare et chœur), Adam Jackson (batterie et percussions) et Mehdi Vismara (guitare) complètent la formation. Dès 2007, ils auto-produisent un premier EP intitulé The Sleep of the Innocents.

## Parution et réception

### Promotion et sortie
Le 12 octobre 2009, moins de deux ans après leur EP, Bury Tomorrow publie son premier album studio Portraits sur le label Basick Records au Royaume-Uni,. Dès septembre 2008, le groupe avait préparé la sortie de cet album avec les singles Her Bones in the Sand, le 9, et Casting Shapes, le 16. Mais seul You & I, paru le 3 novembre 2009, bénéficie de clips vidéo, dont celui tourné à l'université de Southampton Solent devant 200 fans est mis en ligne. Il est d'ailleurs diffusé sur MTV2 aux États-Unis, sur Scuzz au Royaume-Uni et sur MuchMusic au Canada.
Il faut attendre mars 2010 pour que l'album soit distribué au Japon et aux États-Unis via le label Artery Recordings avec trois chansons en plus de la version britannique : Waxed Wings, The Western Front et Breathe On Glass. Ces nouveaux morceaux sont regroupés sur l'EP On Waxed Wings à destination du Royaume-Uni. Afin de faire la promotion de leur disque et de se faire connaître, Bury Tomorrow se produit aux États-Unis, au Japon et en Europe tout au long de l'année 2010.

### Accueil critique
L'album reçoit des critiques globalement positives de la part des quelques magazines ou sites spécialisés qui s'y sont intéressés. Ainsi, Rockfreaks estime que Bury Tomorrow « a réécrit le metalcore tel qu'il a été pensé : simple et dénué de toutes fioritures » et lui attribue de fait une note de 8.5 sur 10. Pour Absolutepunk, « le groupe a le potentiel pour faire mieux que cet album et ses pairs ». Le rédacteur admet qu'il « suivra avec intérêt leur prochain album » et « espère qu'ils sauront dépasser leurs limites ». AllMusic partage également cet avis, considérant que « tout Portraits n'est pas 5 étoiles mais que cela reste tout de même un cran au-dessus de la plupart des publications screamo/post-hardcore/metalcore mélodique de la fin des années 2000 et du début des années 2010 ». Sputnikmusic remarque que « Bury Tomorrow produit une musique proche de celle du groupe Evita, proposant toutefois un rendu complétement différent et surtout une approche bien plus audible, ce qui rend le contenu plus appréciable ». Alternative Press admet que « l'album est agréable à l'écoute mais reconnaît aussi que ça ne laissera pas un souvenir mémorable, ou peut être dans les années 2040 si un intérêt renaît pour le metalcore ».

## Fiche technique

### Liste des titres de l'album
Toutes les chansons sont écrites et composées par Bury Tomorrow.
| No  | Titre                          | Durée |
| --- | ------------------------------ | ----- |
| 1.  | Confessions                    | 5:12  |
| 2.  | Evolution of Self              | 3:34  |
| 3.  | You & I                        | 3:27  |
| 4.  | Her Bones in the Sand          | 4:12  |
| 5.  | Repair the Lining              | 2:53  |
| 6.  | Casting Shapes                 | 3:32  |
| 7.  | Factory of Embers              | 4:16  |
| 8.  | Relief                         | 2:43  |
| 9.  | Anything with Teeth            | 3:36  |
| 10. | These Woods Aren't Safe for Us | 4:54  |
| 11. | Portraits                      | 5:44  |

| 12. | Waxed Wings       | 4:37 |
| 13. | The Western Front | 3:47 |
| 14. | Breathe on Glass  | 3:37 |

| - Dani Winter-Bates : chant, screaming - Mehdi Vismara : guitare - Jason Cameron : guitare, chœur - Davyd Winter-Bates : basse - Adam Jackson : batterie, percussions | - Weller Hill : production et mixage - Colin Marks : artwork |